# Олга Фрејмут
Олга Фрејмут (укр. Ольга Михайлівна Коник-Фреймут; Нови Роздил, 25. фебруар 1982) је украјинска ТВ водитељка и новинарка, писац и модел.

## Биографија
Олга је рођена 25. фебруара 1982. године у Новом Роздилу, Лавовска област. Њен отац је фудбалер, а мајка професионална пливачица. У раном детињству је присуствовала утакмицама уз учешће њеног оца. Осам година је свирала клавир у музичкој школи.
Магистрирала је међународно новинарство на Универзитету у Лавову и Универзитету у Лондону. Током студија је радила као конобарица.

#### Каријера
Радила је као новинарка на BBC-ју, снимајући рекламе. Након наранџасте револуције се вратила у Кијев, где се запослила у редакцији међународног одељења на Каналу 5. Касније је схватила да је посао међународног новинара не задовољава. Једно време је радила као новинар модне рубрике у јутарњем програму "Доручак са 1+1" на ТВ мрежи "1+1".
2008. године је имала ангажман у дневној емисији на 1+1. Од новинарке Људмиле Падлевске је сазнала за кастинг у дневној емисији на Новом Каналу. Потом је била у улози презентерке заједно са Александром Педаном и Сергејем Притулом. 27. маја 2011. емитовано је последње издање емисије.
У наредном периоду је имала мање ангажмане. Посебно се издваја ангажман током лета 2012. године, када је водила програм "Кабриолето" заједно са Сергејем Притулом и Александром Педаном у којем су путовали Украјином.
2015. године је постала ново заштитно лице куће накита "ЗАРИНА".
2. септембра 2015. године је на Форуму издавача у Лавову представила своју прву књигу „Где једе и са ким спава Фрејмут“,
Према часопису New Time, Фрејмут се нашла на листи 100 успешних жена Украјине. Убрзо издаје још две књиге.
У лето исте године, Олха је започела ауторску емисију на Новом каналу. Емисија је постала прва легална адаптација познатог америчког формата "Шоу Елен Деџенерес" у свету. Међутим, због лоше гледаности, емисија убрзо престаје са емитовањем.